# Bloedel Floral Conservatory
Le Bloedel Floral Conservatory est un jardin botanique et parc ornithologique de Vancouver en Colombie-Britannique, au Canada.
Fondé en 1969, il est situé dans le Queen Elizabeth Park.

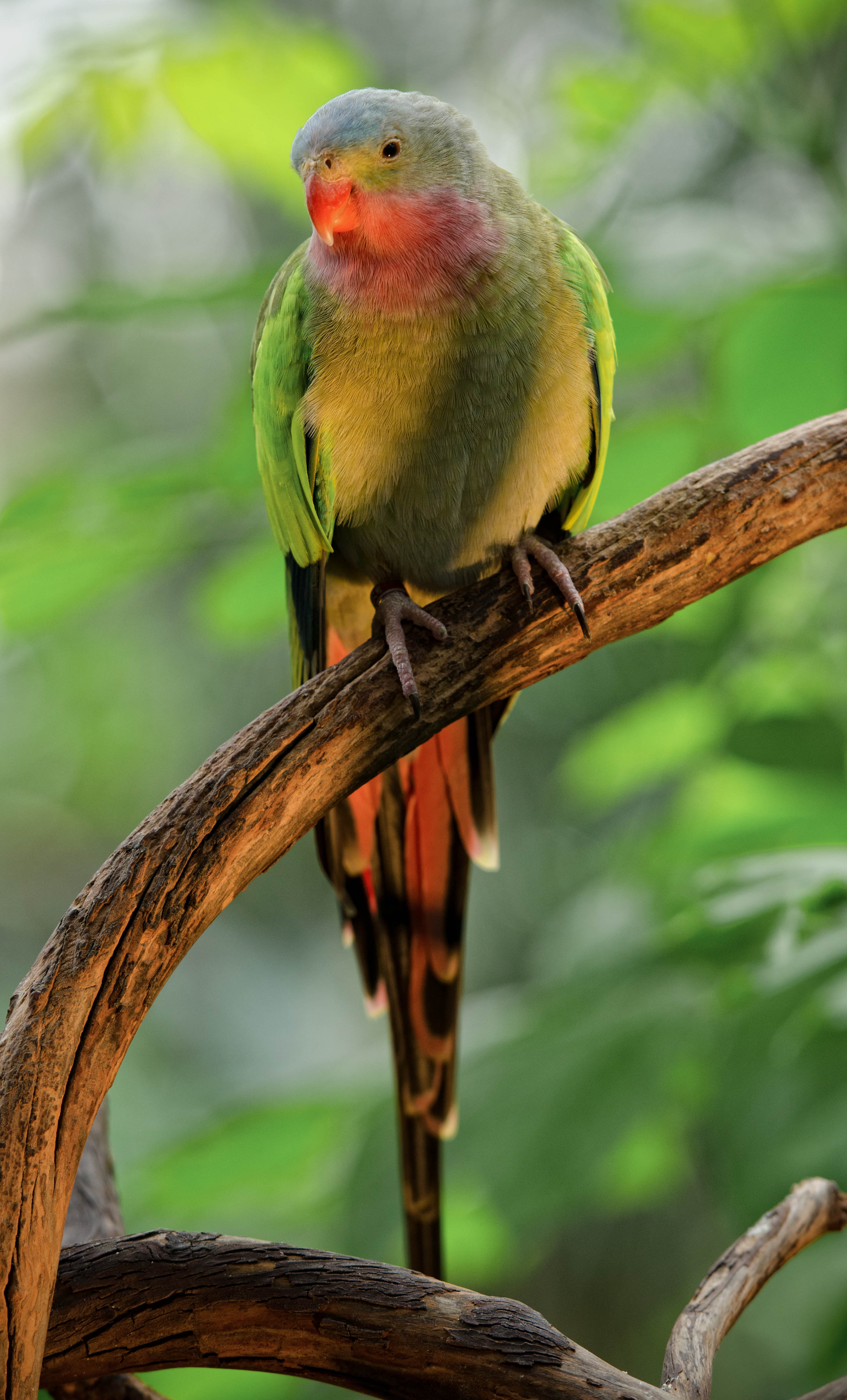
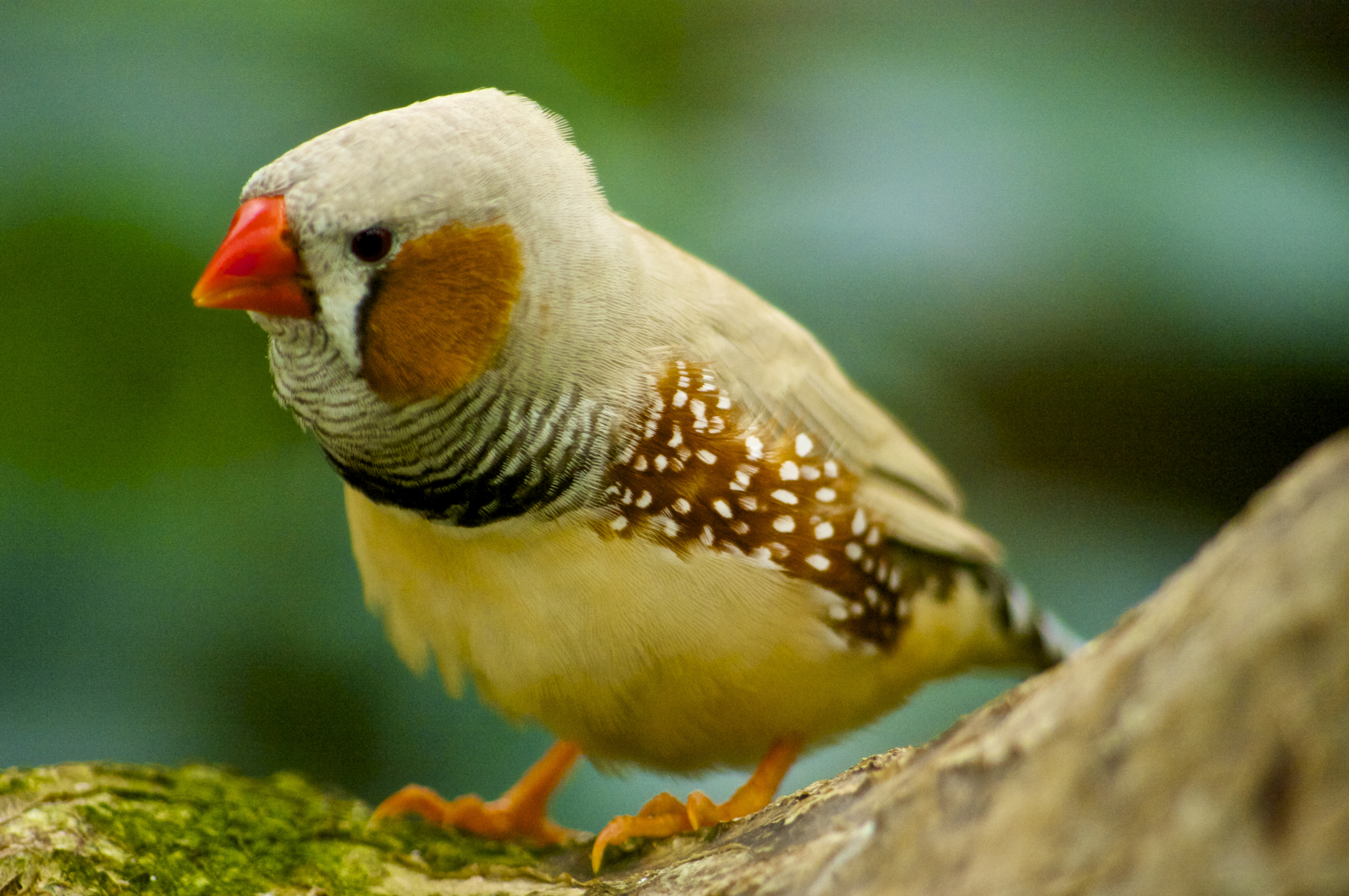
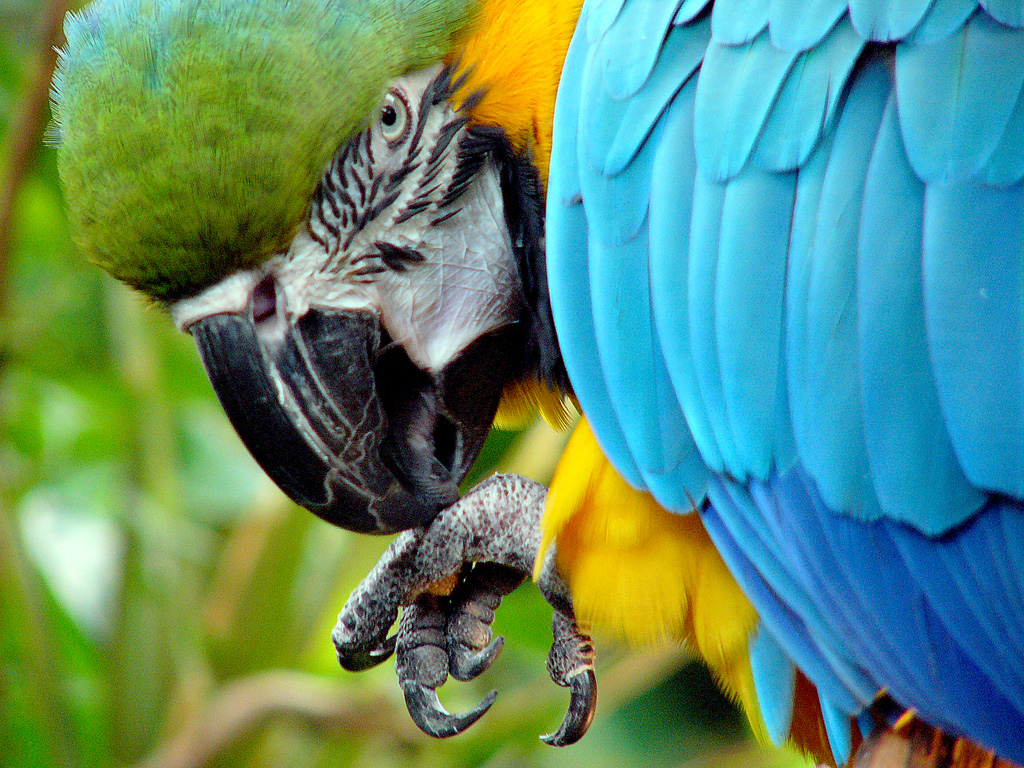
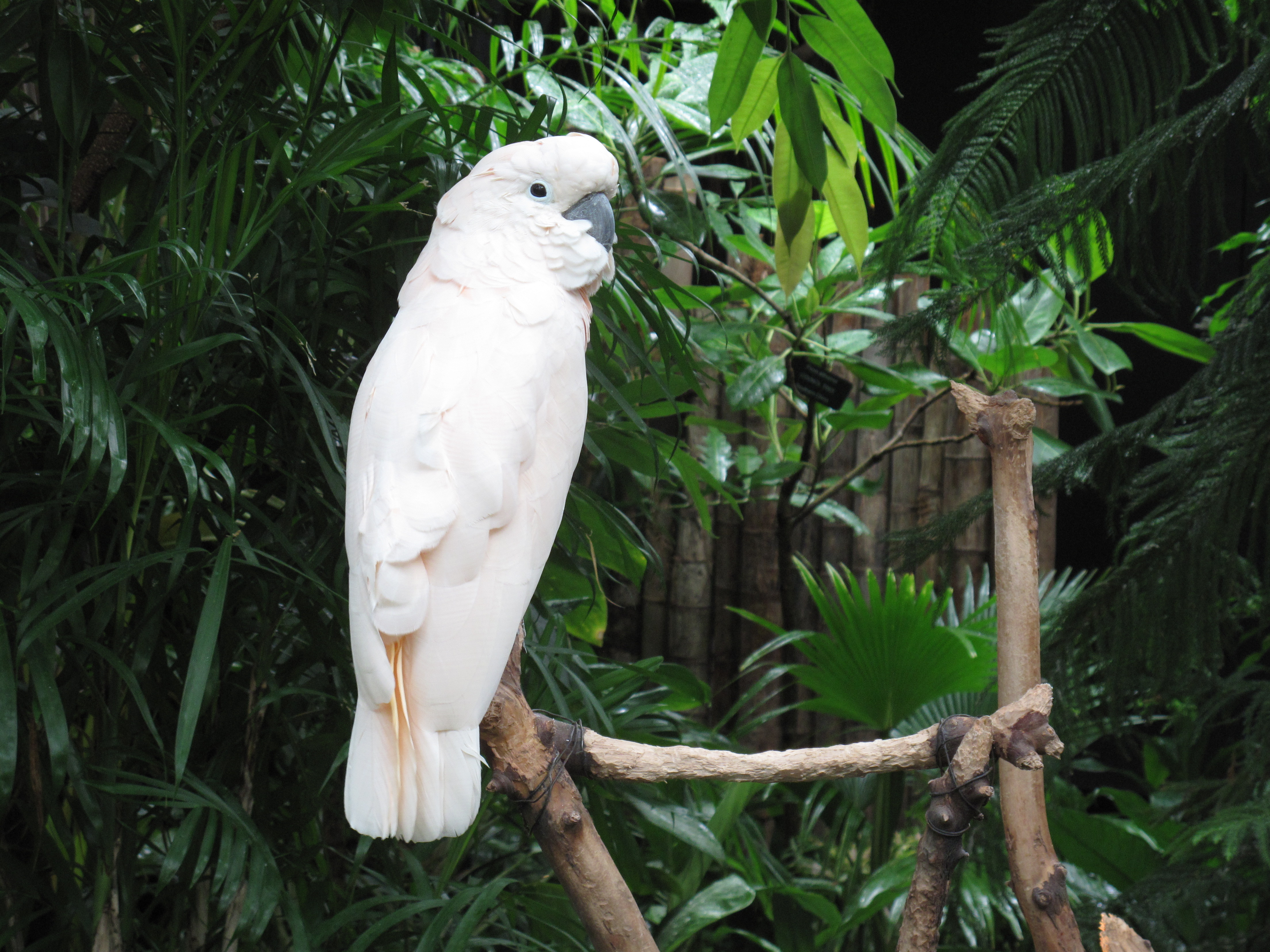